# 平昌县
平昌县是中华人民共和国四川省巴中市的县，位于四川东北部。面积2229平方公里，人口107余万人。

## 历史
平昌置县迄今已有1700余年。西晋太康元年（公元280年）置平州县，属巴西郡，治所汉王庙（今江口镇龙潭村），先后隶属巴西郡、大谷郡、遂宁郡。北周保定四年（564年）更名“同昌县”，属遂宁郡。隋开皇三年（583年）改属清化郡，九年（589年）更名“归仁县”，隶属仍旧。北宋乾德四年（966年）废归仁县入曾口县。民国三十五年（1946年）成立平昌设治局，取“平州”、“同昌”首尾各一字命名。民国三十七年（1948年）升为平昌县。

## 县界[2]
民國35年9月，經國民政府批准，巴、平分治，將巴中縣所轄的第3區12鄉，第2區所轄的得勝、駟馬、澌蘭、粉壁，第4區所轄的大寨、楠木、龍崗、佛樓、岳家等鄉鎮，達縣所轄的白衣鄉、西興鄉、涵水鄉，通江縣所轄的澌灘鄉計25鄉新置平昌設治局。
- 1952年12月11日，達縣專署批准平昌縣青山鄉的2個村劃歸宣漢縣。
- 同年達縣專署批准平昌縣靈山鄉插入通江縣二區三溪鄉的新民村、玉樓鄉四分會17組的14戶79人劃歸通江縣。
- 1953年8月1日，儀隴縣響灘鎮、南風鄉全部，黑水鄉第一、二、三、四、七、八村，涼風鄉第四村，望崇鄉第一、二、四、五、六及三村1個組劃歸平昌縣[3]。
- 1955年6月15日，巴中縣第三區復興鄉板橋村第五組的19戶125人劃歸平昌縣[4]。
- 1956年5月12日，達縣石元鄉第一、二、三、四、五村的1036戶5267人劃歸平昌縣[5]。
- 1956年5月31日，平昌縣民意鄉2個村劃歸通江縣；通江縣三溪鄉第十村劃歸平昌縣[6]。
- 1957年1月17日，巴中縣大羅鄉十六村三十二社的地區劃歸平昌縣福申鄉[7]。
- 1957年1月29日，平昌縣黑水鄉六村一、二2個組劃歸營山縣合興鄉[8]。
- 1960年4月，達縣專署批准移交平昌縣玉樓鄉興隆村七組劃歸通江縣。
- 1973年3月11日，渠縣紅光公社梁平大隊的7個生產隊劃歸平昌縣新華公社[9]。
- 1975年1月9日，儀隴縣立山區茶房公社五、六大隊，立山公社楊柳大隊四、五生產隊，涼風公社團結大隊一、二、三生產隊，五星大隊五生產隊，共8個生產隊劃歸平昌縣[10]。

### 飛地
民國時期，境地在通江縣的飛地有：
- 屬得勝鄉的檬子埡、盧家壩、段家壩、白廟子、劉家溝，後劃歸通江縣的廣納鄉。
- 屬得勝鄉的謝家坪，後劃歸通江縣的鐵佛鄉。
- 屬得勝鄉的新廟埡、徐家坡，後劃歸通江縣的麻石鄉。
- 屬鎮龍鄉的芝苞口、清山溪、趙家坪(灣)、東匯坪，後劃歸通江縣的芝苞鄉。
- 屬鎮龍鄉的龍潭壩，後劃歸通江縣麻石鄉。

境地在達縣的飛地有：
- 屬邱家鄉的深灘溝，後劃歸達縣的北山鄉；
- 屬邱家鄉的李家壩，後劃歸達縣青寧鄉。

外縣在本境的飛地有：
- 屬通江縣廣納鄉的柏埡子、雞公背、冷水埡，後劃歸得勝鄉；
- 屬通江縣廣納鄉的巴靈寨，後劃歸元山鄉。
- 屬達縣的覃家河，後劃歸佛樓鄉。

至1985年，在外縣的飛地有：
- 屬新廟鄉的真武村，在通江縣喻家河鄉境內，面積2005畝。
- 屬望京鄉五村的一組，在萬源縣的興隆鄉境內，面積200畝。

外縣在境內的飛地：
- 屬巴中縣盧山鄉黃梁村(一個組)在粉壁鄉境內，面積40畝。
- 屬通江縣文家山村(一部分)，在喜神鄉境內，面積250畝。

## 行政区划
平昌县下辖3个街道办事处、28个镇：
同州街道、金宝街道、江口街道、响滩镇、西兴镇、佛楼镇、白衣镇、涵水镇、岳家镇、兰草镇、驷马镇、元山镇、云台镇、邱家镇、笔山镇、镇龙镇、得胜镇、灵山镇、土兴镇、望京镇、龙岗镇、板庙镇、泥龙镇、青云镇、大寨镇、土垭镇、澌岸镇、粉壁镇、澌滩镇、三十二梁镇、江家口镇、岩口镇、六门乡和福申乡。

## 文物保护单位
省级文物保护单位18处：平昌汉中古道、平昌长安古道、小宁城遗址、双竹堂牌坊、古佛洞摩崖造像、北山寺会议旧址、刘伯坚烈士故居、巴灵寨遗址、长灵寨遗址、黑马山墓群、灵山吴氏墓、灵山吴家大院、白衣古建筑群、刘伯坚烈士纪念碑、邓绍芳墓、唐芝福墓、文笔塔、莲花嘴红四方面军总医院第五分医院旧址。

## 特产
江口青鳙、江口醇酒：中国地理标志产品。